# Халед, Лейла
Лейла Халед (араб. ليلى خالد‎ laylà ẖālid, род. 9 апреля 1944, Хайфа, подмандатная Палестина) — член Народного фронта освобождения Палестины, признанного террористической организацией в США, Канаде, ЕС, Великобритании и Израиле.

Первая женщина, угнавшая самолёт.
Халед приобрела известность благодаря своей роли в угоне самолета рейса 840 авиакомпании TWA в 1969 году и одного из четырех одновременных угонов самолетов на аэродроме Доусон-Филд в следующем году в рамках кампании Черный сентябрь в Иордании. Впоследствии увлеклась политикой, став членом Палестинского национального совета.

## Биография
Лейла Халед родилась в Хайфе 9 апреля 1944, тогда подмандатной британской Палестине. После того, как в 1948 началась арабо-израильская война, семья Халед бежала в Ливан, остался только её отец, который, продав семейный дом, уехал в Египет, а оттуда в Ливан, где воссоединился с семьёй.
Лейла Халед росла среди палестинских беженцев, где у неё формировалось несогласие с положением, в котором она видела несправедливость по отношению к арабскому населению со стороны израильтян.
В 15 лет Лейла присоединилась к Арабскому националистическому движению, основанному в конце 40-х Жоржем Хабашем, тогда студентом-медиком Американского университета Бейрута. Из палестинской ветви этого движения после шестидневной войны 1967 образовался Народный фронт освобождения Палестины.

## Террористическая деятельность
29 августа 1969 года рейс 840 компании Trans World Airlines, летящий рейсом Рим—Афины был захвачен группой палестинцев, в том числе и Лейлой Халед. Палестинцы планировали захватить израильского посла в США Ицхака Рабина, но посла на борту не оказалось. Захватив самолёт, они заставили экипаж взять курс на Дамаск. Приземлившись там, они отпустили заложников, за исключением двух граждан Израиля (Цалах Муалем и Саламон Самуилов) которых задержали и насильно удерживали в качестве заложников в дамасской тюрьме, а самолёт взорвали.
7 сентября 1970 года Лейла Халед участвовала в попытке угона авиалайнера израильской авиакомпании «Эль-Аль», совершавшего рейс по маршруту Амстердам—Нью-Йорк. Угонщики были обезврежены: никарагуанца Патрисио Аргуэлльо застрелил охранник, а Лейлу Халед связали и передали полиции в лондонском аэропорту Хитроу, где самолёт совершил вынужденную посадку. Но после того, как на следующий день палестинцам удалось угнать в Иорданию британский лайнер, летевший из Бомбея в Рим, они потребовали освободить Лейлу Халед и своих соратников из тюрем Германии, Швейцарии и Израиля, угрожая новыми терактами. Переговоры длились шесть дней, и в итоге Великобритания согласилась освободить палестинскую террористку. 30 сентября британских заложников обменяли на Лейлу Халед и шестерых палестинских заключенных.

## После освобождения
Лейла Халед продолжила заниматься политикой, террористическая деятельность открыла ей дорогу и она стала членом Палестинского национального совета, продолжала оставаться членом НФОП, руководить действиями боевого крыла занимающееся террором и анти-израильской деятельностью.
В 1980-х Халед прекратила общественную деятельность и просто исчезла из публичной жизни. Шутили, что она сбежала в Ливан, чтобы бороться с израильскими войсками (тогда полным ходом шла Первая Ливанская война).
Лейла Халед вышла замуж за врача-физиотерапевта Файеза Рашида Хилаля. Сейчас с мужем и двумя детьми проживает в Аммане, Иордания.
О жизни Халед был снят документальный фильм Leila Khaled, Hijacker.
В 2007 году южно-африканский журнал TimesLIVE назвал её «девушкой с обложки для палестинцев».

## В популярной культуре
- Песня Like Leila Khaled Said, альбом Wilder (1981) группы The Teardrop Explodes посвящена Лейле Халед.
- Песня Leila Khaled, альбом Friværdi (2005) группы Magtens Korridorer также посвящена ей.
- Так же упоминается в песне Палестинский платок, альбом Волшебная лампа Осамы бен Ладена (2003—2005), группа Система Безопасности.